# Sega Master System
Sega Master System (SMS) är en 8-bitars spelkonsol utvecklad av Sega och släppt i oktober 1985 i Japan under namnet SG-1000 Mark III. En omdesignad version släpptes i juni 1986 i USA under namnet Sega Master System. I oktober 1987 släpptes Master System även i Japan, trots att det i princip är samma konsol som SG-1000 Mark III. Dess största konkurrent var Nintendo Entertainment System.

## Historia
I Japan släpptes konsolen under namnet SG-1000 Mark III och dess maskot var Alex Kidd. I USA och Europa släpptes den under namnet Sega Master System, och släpptes ett år efter Nintendo Entertainment System. Konsolen kostade i affären cirka 1700 kronor. Även om Master System var mer avancerad än dess konkurrent NES så fick den aldrig samma popularitet världen över, men sålde bättre på den europeiska och brasilianska marknaden. Sega Master System finns även i en nyare version och heter då SEGA Master system II, den kan till skillnad från den första versionen inte spela spel lagrade på Sega Card. På Sega Master system kan man spela spel som kräver 3D-glasögon.
I Sverige lanserades Master System hösten 1987 av företaget Dennis Bergström Elektronik under ledning av Kenneth Klingborg som fick ansvar för Sega som affärsområde. Dennis Bergström Elektronik startade Sega-klubben med utskick av medlemsblad samt en telefonsupport vid namn Sega Hot line som drevs av Rolf "Dr. Roffe" Larsson. Agenturen för Sega togs över av Brio våren 1990, som då övertog distributionen av Master System i Sverige.

## Specifikationer
- CPU: 8-bit Zilog Z80
  - 3,55 MHz för PAL/SECAM, 3,58 MHz för NTSC
- Grafik: VDP (Video Display Processor) från Texas Instruments
  - Upp till 32 färger på skärmen samtidigt från en palett på 64 färger (med programmeringstrick går det att visa alla 64 färger på skärmen samtidigt)
  - Upplösning 256 × 192 och 256 × 224 pixel. PAL/SECAM kan även visa 256 × 240 pixel
  - 8 × 8 pixel stora teckenblock (tiles), max 488 stycken (på grund utrymmet i maskinens video-RAM)
  - 8 × 8 eller 8 × 16 pixel stora spritear, max 64 stycken
  - Horisontell, diagonal och vertikal skärmscrollning samt möjlighet att en del av skärmen scrollar
- Ljud (tongeneratorer): Texas Instruments SN76489
  - 4 kanaler monofoniskt ljud
  - 3 ljudgeneratorer, 4 oktaver på varje, 1 generator för vitt brus
- Ljud (FM-syntes): Yamaha YM2413
  - 9 kanaler monofoniskt FM-ljud
- ROM: 64 Kibit (8 KiB) till 2048 Kibit (256 KiB), beroende på spel
- RAM: 64 Kibit (8 KiB)
- Video-RAM: 128 Kibit (16 KiB)

## Master System II
Master System II var en billigare variant av konsolen framtagen för den nordamerikanska marknaden. Den saknade resetknapp och läsare för Sega Card.

### Fotnoter
1. ↑  Ernie Smith (27 juli 2015). ”Brazil Is An Alternate Video Game Universe Where Sega Beat Nintendo” (på engelska). Atlas Obscura. http://www.atlasobscura.com/articles/brazil-is-a-video-game-alternate-universe-where-sega-beat-nintendo. Läst 23 maj 2017.
2. ↑  Lindell, Martin (2014). Historien om Sega: Hur en blå igelkott och hockeyspel tog Sverige med storm (2017). Libris 16985289. ISBN 978-91-9811201-6. https://martinlindell.com/historien-om-sega/. Läst 16 februari 2018